# Духовщинська операція
Духовщинська наступальна операція радянських військ Західного фронту проводилася протягом серпня — вересня 1941 року задля розбиття німецьких військ біля Духовщини та Смоленська.

## Передумови
Після захоплення Смоленська 16 липня німецьке головнокомандування порахувало за можливе вивільнити 2-гу та 3-тю танкові групи для посилення ними групи армій «Північ» в напрямі Ленінграда та групи армій «Південь» в напрямі Києва.
Згідно з планом, група армій «Центр» мала наступати на Москву тільки піхотними дивізіями. Проте запеклий опір радянських військ в «Смоленському котлі» та атаки оперативних груп — із складу Фронту резервних армій в кінці липня — примусили нацистське керівництво 30 липня віддати наказ про призупинення наступу на Москву та перейти на центральній частині німецько-радянського фронту до оборонних дій.
В цих умовах радянське керівництво приймає рішення провести спробу з перехоплення стратегічної ініціативи на центральній ділянці фронту. Задля цього розробляються плани двох наступальних операцій: Резервним фронтом генерала Георгія Жукова на німецькі сили біля Єльні, та Західним фронтом маршала Семена Тимошенка в районі Духовщини.
Згідно з планом, основного удару в складі Західного фронту мали завдавати 19-та армія генерала І. С. Конєва — 89-та полковника Т. Ф. Колесникова, 91-ша генерал-майора М. Ф. Лебеденка та 166-та полковника А. Н. Холзінєва стрілецькі дивізії, та 30-та армія генерала В. О. Хоменка — 242-га, 250-та, 251-ша стрілецькі та 107-ма танкова дивізія. Північніше цих сил 29-та армія генерала І. І. Масленникова наступала в напрямі Ільїно, на північ від неї тримала оборонні позиції 22-га армія генерала П. О. Єршакова. На півдні мали біля Ярцева та дніпровських переправ своїми активними діями сковувати нацистські сили 16-та армія генерала К. К. Рокосовського та 20-та армія генерала М. Ф. Лукіна.
В зоні планованого радянського наступу тримали оборону два армійські корпуси 9-ї армії генерала А. Штрауса (згодом керував генерал Герман Гот — на час хвороби Штрауса) — 8-й армійський корпус генерала артилерії В. Гейтца — 8-ма, 28-ма та 161-ша піхотні дивізії; та 5-й армійський корпус генерала піхоти Р. Руоффа — 5-та, 35-та, 106-та та 129-та піхотні дивізії й 900-та бригада. В резерві 9-ї армії під Духовщиною знаходилися 7-ма танкова та 14-та моторизована дивізії.

## Хід операції

### Початковий етап
8 серпня після авіаційної та артилерійської підготовки частини 19-ї та 30-ї армій переходять в наступ. Однак за кілька днів радянським війська вдалося просунутися лише на 8—10 кілометрів, наступ призупинився. Швидкість просування 89-ї та 91-ї стрілецьких дивізій в боях цих днів становила 500—700 метрів вглиб німецької оборони за добу.
Наступальні дії 19-ї армії 11 серпня сприяли виходу з оточення військ на 15 до півночі від Капиревщини, які брали участь у наступі на Смоленськ в кінці липня та були оточені в районі Горбатовці, та групи генерал-лейтенанта І. В. Болдіна, які відступали аж від Гродна — 1650 червоноармійців з 3 гарматами. В бою під селом Домашенки того дня загинув командир 166-ї стрілецької дивізії полковник Холзінєв. За допомогою авіації в тому бою радянські війська знищили до 1500 німецьких вояків (в інших донесеннях — до 2000), знищено близько 80 автомобілів. Проте до зведень того часу варто ставитися з обережністю: в довідці про втрати 11 серпня зазначалося, що загинув 1 червоноармієць (хоча був вбитий серед інших командир 166-ї стрілецької дивізії) та поранено 75 бійців. При цьому звідна дивізія при початку виходу з оточення нараховувала 2140 бійців; керівництво звітувало, що при прориві оточення було знищено до тисячі німецьких вояків та багато кулеметів, 130 мотоциклів і до 100 автівок.
На північ від Ярцева радянські війська того дня вибили нацистів з Баликіно і Скачихіно.

### Поновлення радянських спроб контрнаступу (15-30 серпня 1941)
15 серпня маршал Семен Тимошенко наказує продовжити операцію; задля цього 19-ту армію посилюють 64-ю стрілецькою полковника А. С. Грязнова та 101-ю танковою дивізіями (полковник Г. М. Михайлов), 43-ю авіадивізією (генерал Г. Н. Захаров) й артилерією — в тому числі дві батареї «катюш». 30-та армія посилюється 45-ю кавалерійською (генерал М. М. Дрейєр) та 46-ю авіадивізіями й артилерією — в тому числі батареєю «катюш». Також для проведення наступу направляються виведені раніше на доукомплектування 50-та полковника А. О. Борейка — зі складу 19-ї армії, та 162-га стрілецька дивізія — зі складу 30-ї армії. Для рейду по німецьких тилах побіля Демидова та Духовщини направляється в складі двох кавалерійських дивізій група генерала Л. М. Доватора.
17 серпня радянські 19-та та 30-та армії поновлюють наступ; за підтримки артилерії та авіації радянські війська форсують Вопь — передовий край німецької оборони; вночі через річку перед наступом сапери звели 10 мостів та облаштували декілька бродів. 30-й полк 64-ї дивізії під керуванням полковника О. І. Єфремова та з 159-м та 288-м полками в боях займає Братьєво, Рядині, Сельково та колгосп Зайцево, вбивши в боях того дня понад 300 нацистських вояків та 420 полонивши. 18 серпня 19-та армія з дивізіями підсилення форсувала річку Вопь та просунулася вглиб німецької оборони до 10 кілометрів. Того дня німецькій авіації в повітряних боях протистояв 401-й винищувальний авіаційний полк К. К. Коккінакі. Німецькі сили з боями відходять на позиції біля гирла річки Царевич, звідки 5-та та 161-ша піхотні дивізії відбили всі радянські атаки.
19 серпня командування німецької 9-та армія доповідає фон Беку, що радянські сили пробилися до нацистського розташування на лівому крилі 8-го корпусу, 16-та дивізія в боях зазнала відчутних втрат. Під Почеповом 101-ша танкова дивізія разом з артилерією вивела з ладу до 40 німецьких танків, радянські частини зайняли Казаково і Мужилово.
20 серпня через серйозну загрозу на фронті німецької 161-ї дивізії Гот викликає на підмогу резервні 7-му танкову та 14-ту моторизовану дивізії. Пізно ввечері радянські сили відбили німецьку контратаку біля сіл Задняя і Потелиця, на полі бою лишилося підбитих 37 німецьких танків та бронемашин. Згідно з донесеннями штабу 19-ї армії, за час боїв 21—22 серпня було знищено близько 80 німецьких танків.
21 серпня німецькі танкові сили перерізали залізницю Великі Луки — Ржев; північніше Ярцева почав бойові дії 57-й моторизований корпус. В бою 219-й артилерійський полк 64-ї дивізії знищив 85 танків та було захоплено 60 гармат (звітував маршал Тимошенко).

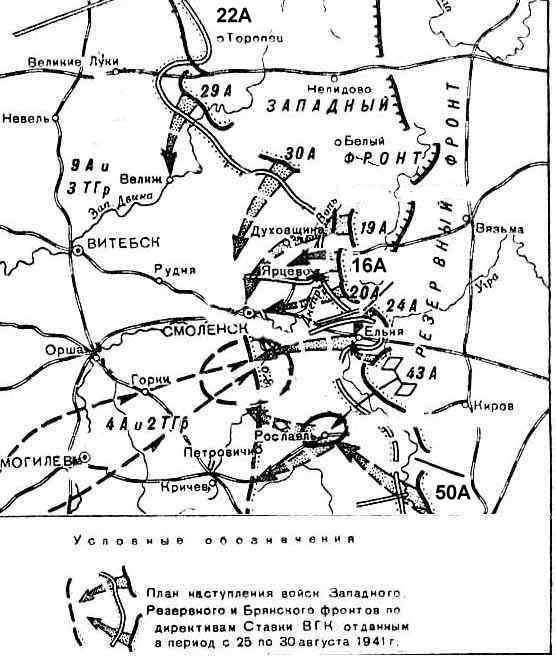
25-30 серпня 1941 року. Плани наступу військ Західного, Резервного, Брянського фронтів під Смоленськом.

У звітах по проведенні операції полковник М. Ф. Науменко відзначав, що у відбитті німецької атаки 21-22 серпня відіграла важливу роль 47-ма авіадивізія О. В. Толстикова, котрі мали 30 броньованих Іл-2.
22 серпня начальник німецького Генерального штабу Франц Гальдер зазначав, що 9-та армія змогла відбити потужні радянські атаки, у 7-ї танкової дивізії 30 танків було втрачено безповоротно.
23 серпня група армій «Центр» починає наступ на своєму північному крилі в смузі оборони радянської 22-ї армії. Того ж дня проводиться спроба контрнаступу радянських 19-ї (посилена 45-ю кавалерійською та 244-ю стрілецькою дивізіями), 29-ї та 30-ї армій Західного фронту, проте в швидкому часі ця спроба закінчилася. Спроби 45-ї кавалерійської дивізії прорватися в німецькі тили між річками Царевич та Лойня успіху не мали через щільний загороджувальний вогонь артилерії супротивника.
25 серпня німецькі війська захопили Великі Луки (на 7 вересня вийшло з оточення з-під Великих Дук 20000 військових, втрати вбитими та полоненими склали 44000 військових). 28 серпня на нараді німецького командування генерал-фельдмаршал фон Бок підіймає питання щодо можливості відступу 4-ї армії, якщо не вдасться втримати Смоленськ. Того ж дня маршал Семен Тимошенко віддає наказ готуватися до нового наступу на Смоленськ в першому числі вересня. 29 серпня радянські війська вибиті з Торопця; основні сили 22-ї армії опинилися в оточенні.

### Бойові дії 1-10 вересня 1941
1 вересня почався черговий радянський наступ,
- 16-та армія — 38-ма, 108-ма та 152-га стрілецькі й 1-ша і 18-та танкові дивізії мали завданням розбити німецькі сили під Ярцево,
- 19-та армія Західного фронту — 50-та, 64-та, 89-та, 91-ша, 166-та, 244-та піхотні та 107-ма танкові дивізії мали ціллю напрям Духовщинського німецького угрупування,
- 20-та армія — 73-тя, 129-та, 144-та, 153-тя, 161-ша та 229-та стрілецькі дивізії мали завданням обійти Смоленськ з півдня,
- 30-та армія — 107-ма, 134-та, 162-га, 242-га, 250-та та 251-ша піхотні дивізії — мали завданням нанесення удару на Демидов.

Разом з тим 30 серпня сили Резервного фронту почали операцію проти Єльнінського угрупування.
Наступальні зусилля радянських військ швидко закінчилися, до того ж всі резерви фронт був змушений задіяти на північному фланзі, направивши їх на посилення 22-ї та 29-ї армій.
5 вересня 20-та та 30-та армії отримують наказ перейти від наступу до оборони.
10 вересня до оборони переходить решта військ Західного фронту.

## Результати
В ході операції з обидвох сторін були значні втрати, проте нацистським військам вдалося утримати займані позиції. Під час наступу радянські частини змогли вибити німецькі сили серед великих населених пунктів тільки з Батурина та станції Ярцево.
З доповіді Конєва випливало, що в часі боїв з 17 по 30 серпня радянськими силами було знищено та захоплено 94 гармати, 87 танків, 7 літаків, вбито до 4000 нацистських вояків та полонено 100. Орієнтовні втрати радянської 19-ї армії з 1 серпня по 10 вересня склали близько 45000 людей, у протистоячого 8-го армійського корпусу — разом з 14-ю моторизованою та 7-ю танковою дивізіями — до 10000 людей. Німецькі сили звітували про полонених 7000 радянських військових, захоплених 315 танків та бронетранспортерів, 120 гармат, 2150 автомобілів всіх видів та 26 тракторів.
Станом на 10 вересня в дивізіях 19-ї армії нараховувалося: у 91-й — з 14 000 — разом з тиловими частинами 5950, 166-й — з 14 180 — 7180; у 89-й залишилося 5870, 244-й — 6980. Загалом до 9 вересня в дивізії залишалося 69 000 разом з тиловими частинами зі штатних 109 050.